# Mouse (pulsar)
Mouse, la souris en français, ou aussi appelé PSR J1747-2958 est un pulsar X, radio et gamma de la constellation du Sagittaire. Il a été découvert le 14 aout 2002 par les astronomes Fernando Camilo, Richard Norman Anderson et Bryan Gaensler ainsi que l'astrophysicien Duncan Lorimer avec le radiotélescope Parkes. Il se situe à 16 300 années-lumière (55 Kpc) de la Terre.

## Nom de "Mouse"
Le surnom "Mouse" de PSR J1747-2958 vient de son émission particulière. L'émission radio et X de PSR J1747-2958 prend une forme d'une ellipse suivie d'une légère trainée ainsi que d'un long filament, le corps de la souris est défini par l'ellipse ainsi que la trainée et la queue, par le filament, cet ensemble prend la forme d'une souris. Ce sera l'astrophysicien Duncan Lorimer qui lors de l'analyse des données du Parkes, lui donnera ce surnom atypique de Mouse. La forme de la queue de la souris est produite par le jet de matière magnétique de PSR J1747-2958, la forme du corps de la souris vient de l'accrétion des gaz du nuage de poussière G359.23-0.82 autour de PSR J1747-2958. Comme ont le voit sur l'image du Parkes, la tête de la souris apparait bien plus lumineuse que le reste du corps et de la queue, ce fait est expliqué parce que la zone lumineuse est produite par l'ionisation intense des gaz par "Mouse" ainsi que l'interaction entre le champ magnétique de PSR J1747-2958 et le centre du nuage de gaz G359.23-0.82. Cette interaction produit une grande émission radio qui apparait noire sur l'image du Parkes.

## Caractéristiques de Mouse
Mouse est un pulsar X, radio et gamma ainsi qu'un pulsar milliseconde. La pulsation se produit toutes les 98 millisecondes avec une luminosité radio de  2.5 × 1036 ergs s-1, ainsi qu'une luminosité X de 0.5 à 8.0 keV . Le flash se disperse dans une mesure de dispersion de 101 cm-3 pc. Dans l'observation du Parkes, l'équipe de la découverte a observé plusieurs pics radio réguliers à 1374 MHz dans des périodes de 0.5 jour, ces pics s'expliquent par l'accrétion des gaz du nuage G359.23-0.82 autour de Mouse. L'astronome Bryan Gaensler ainsi qu'une équipe de chercheurs de l'université Harvard utilisera le télescope spatial Chandra pour étudier "Mouse". Cette étude permettra de découvrir que les gaz de l'accrétion autour de "Mouse" possèdent une vélocité de 600 km/s ainsi qu'une densité de ~0.3 cm-3. Le télescope spatial Chandra détectera des chocs thermiques produits par des éruptions à la surface de "Mouse", ces éruptions ont pour effet de chauffer et d'ioniser la matière aux alentours de "Mouse". Ces éruptions sont assez similaires à celles du pulsar CM Tauri. Une autre étude sera faite par les astronomes Charles Duke et Fernando Camilo à l'aide du Karl.G Jansky Very Large Array. Pendant cette étude, il observeront "Mouse" dans une fréquence de 8.5 GHz. Ils découvriront que le champ magnétique de "Mouse" augmente rapidement puis il régresse, il évolue entre celui d'un pulsar et celui d'un magnétar, ils ont aussi observé une légère rotation du champ magnétique de "Mouse" par rapport à ses pôles,,, ainsi que le fait que "Mouse" possède une immense vélocité. Cette étude a aussi relevée que le jet de "Mouse" était un jet supersonique qui crée des cavités dans G359.23-0.82.

## Localisation de Mouse dans la Voie lactée

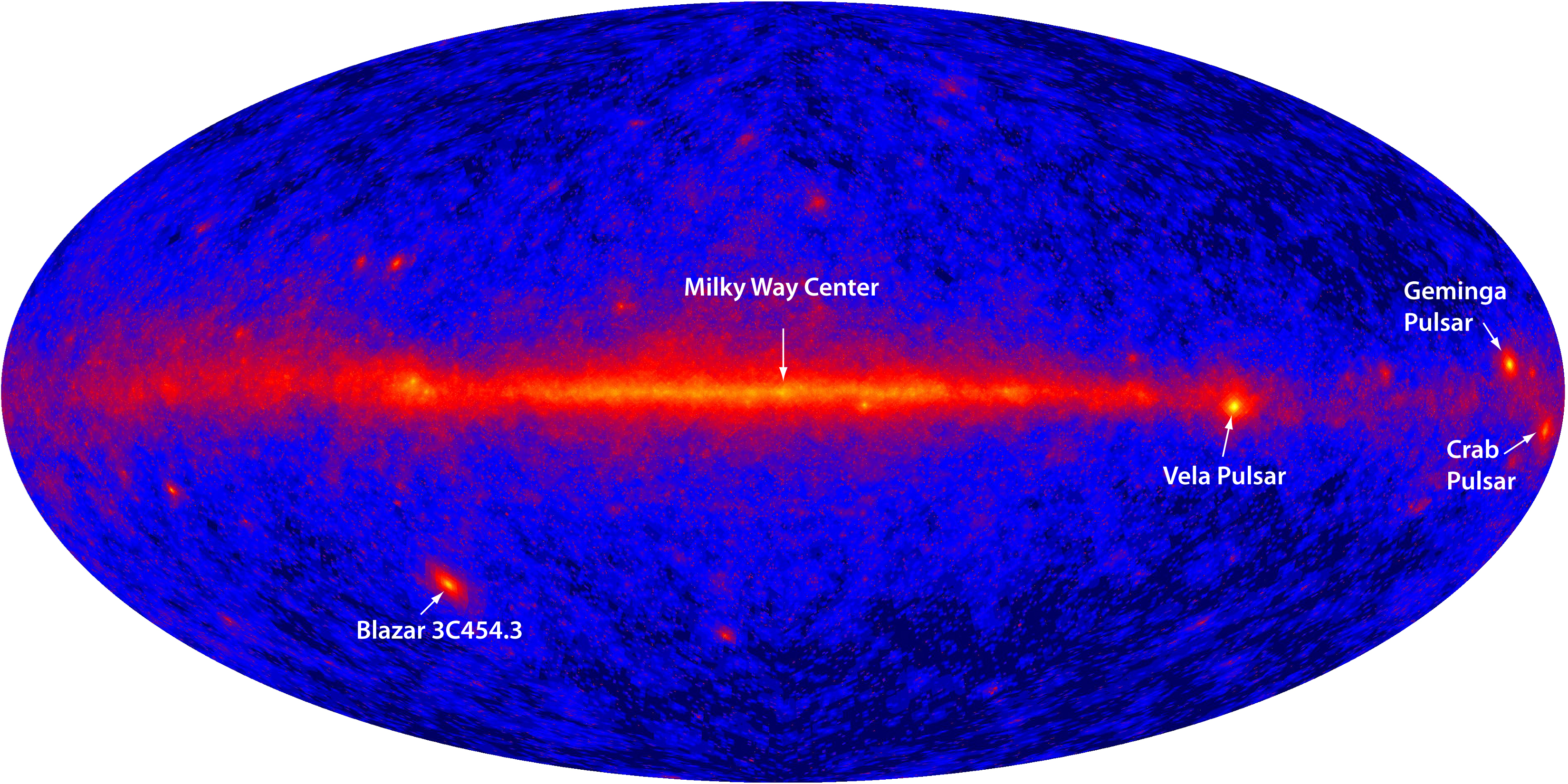
Image du ciel en rayon gamma, Mouse se situe juste en dessous du "Milky Way center"

Le pulsar "Mouse" se situe à l'ouest de la constellation du Sagittaire à peu près à mi-chemin entre les grandes étoiles visibles à l'œil nu 3 Sagittarii et l'étoile HD 161840, avec un très grand grossissement, il se situe entre l'étoile USNO-A2.0 0600-28725346 et la binaire à éclipses OGLE BLG-ECL-105500 ainsi qu'à quelques degrés de l'étoile HD 316338. Mouse se situe dans la bordure entre la constellation du Sagittaire, la constellation du Scorpion et la constellation du Serpentaire. Vu que c'est un pulsar, il est invisible dans le domaine optique.
Mouse constitue l'une des sources X les plus proches de Sgr A*  (Sgr), Mouse et Sgr A* sont espacés de 60 arcs-minute mais les deux sont indépendants (pas reliés gravitationnellement). "Mouse" est aussi l'une des sources gamma les plus proches du centre galactique. Il ne faut pas confondre la source X et gamma de "Mouse" avec celle de la binaire X à faible masse AX J1747.4-3000.

## Sources externes
- (en) PSR J1747-2958 sur la base de données Simbad du Centre de données astronomiques de Strasbourg.

- (en) Signal radio "Mouse" sur la base de données Simbad du Centre de données astronomiques de Strasbourg.
- (en) Signal SBM2001 75 entourant "Mouse" sur la base de données Simbad du Centre de données astronomiques de Strasbourg.
- (en) Signal X nommé RX J1747.3-2958 lié à "Mouse" sur la base de données Simbad du Centre de données astronomiques de Strasbourg.